# Huliao
Huliao (kinesiska: 湖寮) är en köping i sydöstra Kina. Den ligger i Dabu härad i staden Meizhou i provinsen Guangdong, omkring 370 kilometer öster om provinshuvudstaden Guangzhou. 